# 囲碁の歴史

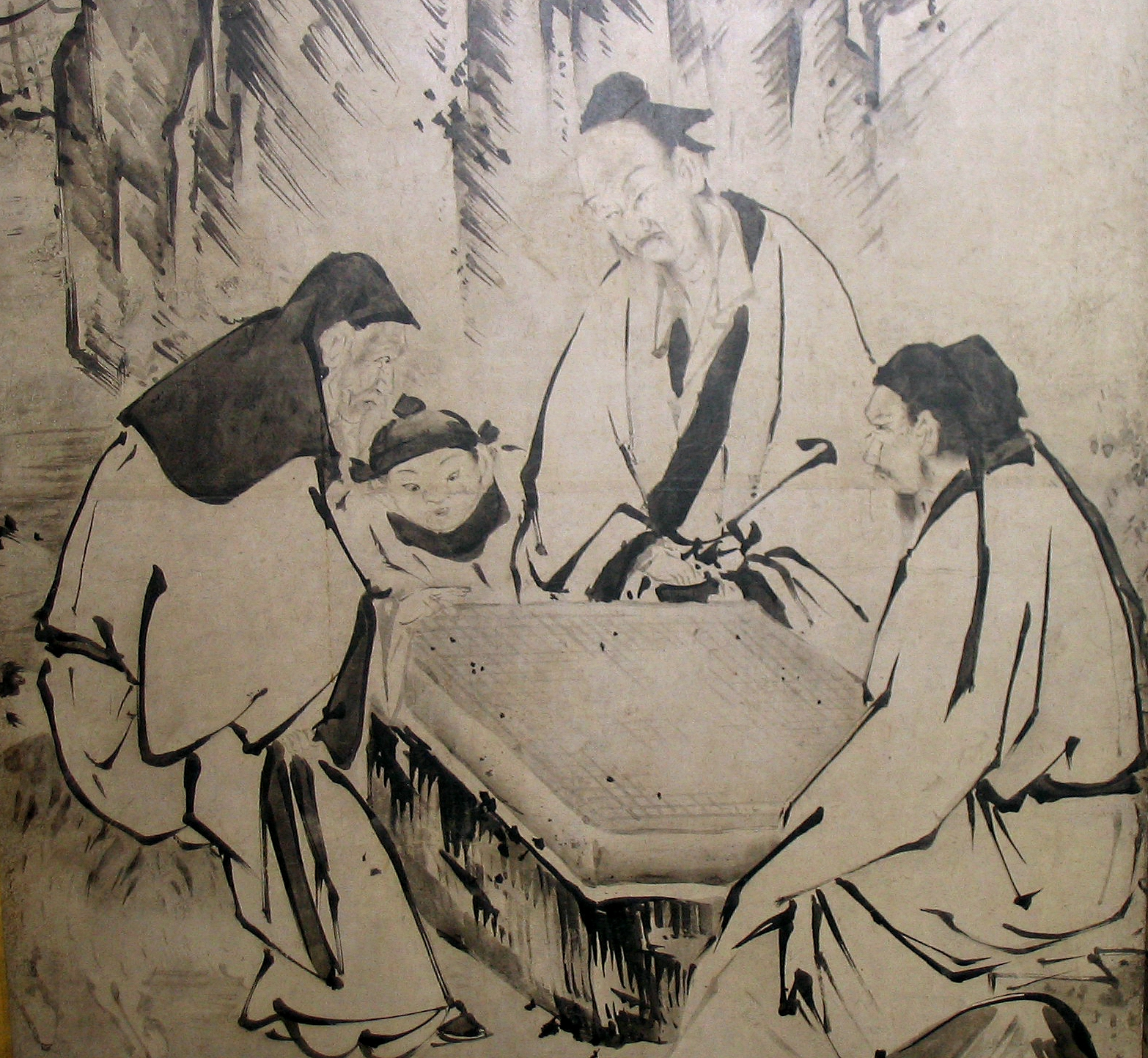
狩野永徳による囲碁の絵

この項目では、囲碁の歴史（いごのれきし）について解説する。

## 中国の囲碁
棋待詔(囲碁を以って仕えた官職)も参考

### 起源・考古資料

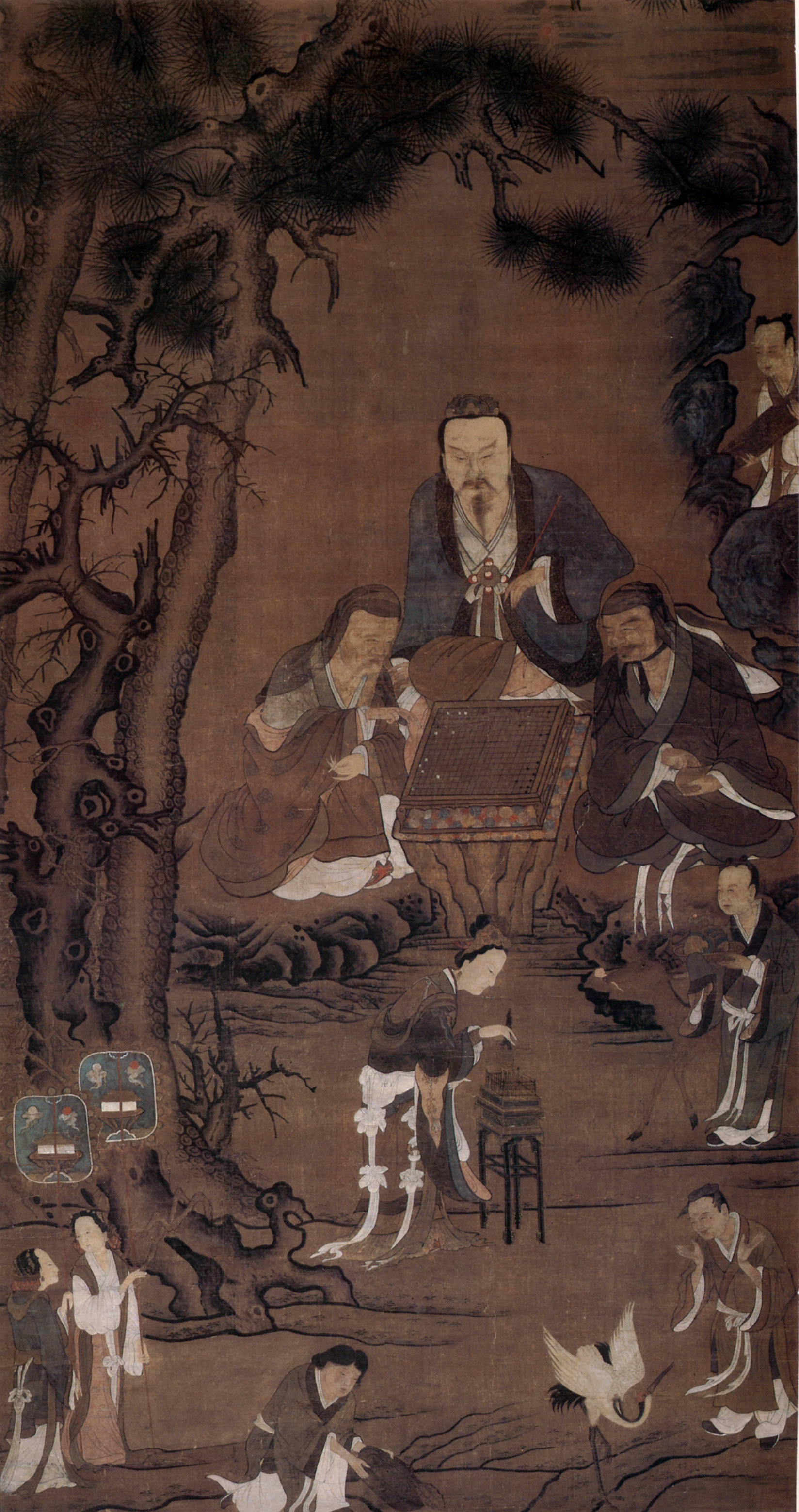
朱氏筆 三星碁図 絹本着色 中国元代 根津美術館

囲碁の実際の起源は不詳だが、中国で占星術の一法が変化・洗練されて今の形となったのではないかと伝えられている。考古学的な考証では、2002年に中国陝西省の考古学者が、前漢の景帝陽陵で、前漢時代(206 BC - 24 AD)のものと思われる陶製碁盤の断片を発見した。中国の考古学者の調査によれば、この碁盤は皇帝の陵墓から出土したとはいえ、皇族が使用したものではなく、陵墓の墓守達の遊戯のために使用されていたものと推定されている。初期の碁石は、唐宋期のものが残っている。
初期の囲碁のルールについては不明だが、盤上に多くの石を置いた方が勝ちだったと考えられている。また純碁のような単純なルールだったという推測もある。

### 先秦時代
伝説では、堯が息子の丹朱が賢くないのを見て、囲碁を発明し、教えたという。晋代の張華は「博物志」で、「堯造圍棋，以教子丹朱」と「舜以子商均愚，故作圍棋以教之」と記載する。“夏人烏曹作賭博圍棋。”（『潛確類書』）と、夏の時代に発明されたとする伝説もあった。もちろんこれは寓話であり事実ではない。
紀元前には囲碁のことを「弈」（えき）と呼んでおり、「棋」は六博という別のゲームの駒を意味していた。後漢にはいると六博がすたれて、「棋」は弾棋を意味するようになったが、弾棋もすたれると、ようやく囲碁のことを「棋」というようになった。
春秋時代、孔子は囲碁について触れ、「飽食終日，無所用心，難矣哉！不有博弈者乎，為之，猶賢乎已！」（一日中何もしないよりは六博や碁でもやっていた方がましだ）と述べている（論語・陽貨）。
『孟子』や『春秋左氏伝』にも「弈」（囲碁）に関する記載がある。
先秦時代の囲碁のルールは明らかでない。

### 漢魏晋

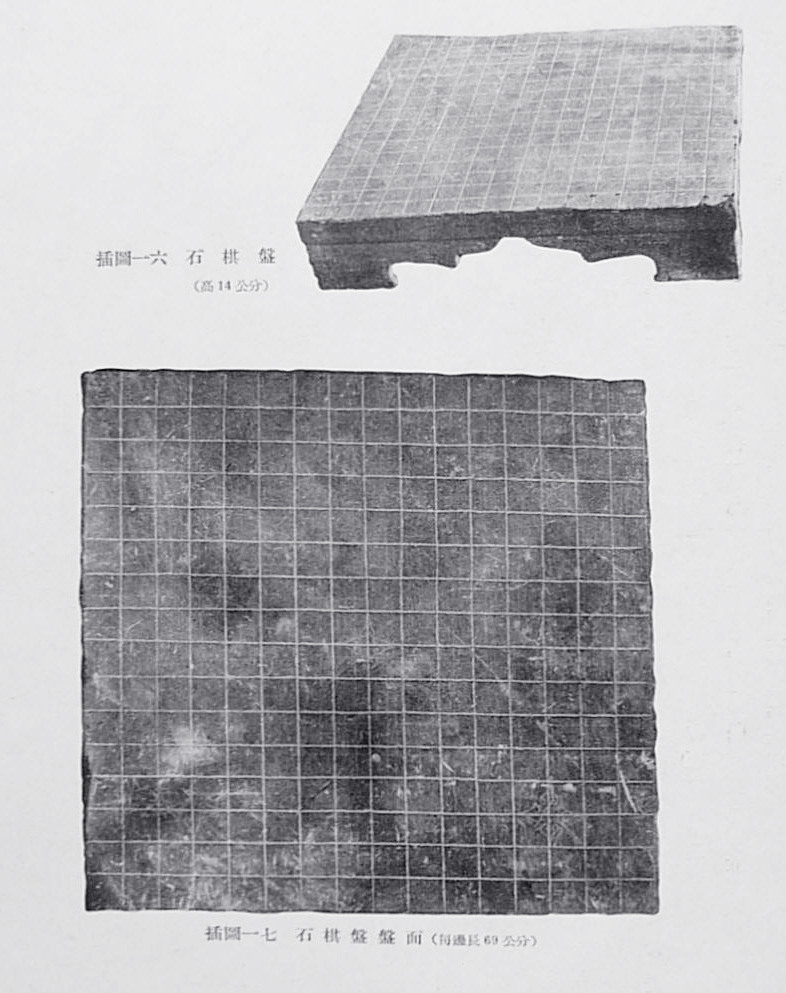
石製碁盤 望都漢墓 中国後漢

この期間、囲碁はサイコロを使ったゲームの「六博」とともに「博弈」と称され、上層階級に広まった。ただし、前漢では運次第の「六博」の方が知力を競う囲碁よりも流行していた。後漢時代に至り、囲碁は兵法に類似しているとして、段々と重視されるようになってきた。班固の『弈旨』は世界初の囲碁の専門書とみなされる。馬融は『圍棋賦』のなかで最初に「三尺之局兮，為戦鬥場」との思想を表明した。曹操や孫策や王粲などの当時の著名人はみな囲碁をたしなんだ。関羽が矢傷を負った際、碁を打ちながら手術を受けたというエピソードはよく知られる。
河北省望都県の後漢の墓から出土した棋具と魏の邯鄲淳の『芸経』の記載から、この時代の碁盤は17路だったと考えられる。碁石については、安徽省亳州市の元宝坑一号墓から後漢末の四角い碁石が出土しているという。山東省鄒城市の劉宝墓から出土した西晋の碁石は卵型である。
中国に現存する最古の棋譜と言われているものに三国時代の「孫策詔呂範弈棋図」があるが、19路であるために後人の仮託とされる。

### 南北朝時代
この時期に囲碁は、南方の文人や雅士の間で流行した。碁盤は19路に拡大した。19路の碁盤の現物は隋の時代のものが河南省安陽市張盛墓から出土している。
南朝では棋品制度と圍棋州邑制度が設けられ、専業の棋士をそれぞれ異なる級に分け、一定の待遇を与えた。梁の武帝は自ら『圍棋賦』を作って、囲碁を唱導し、囲碁は黄金時代を迎えた。
武帝はまた全国的な囲碁の大会を開催した。これは証拠がある最初の全国大会である。参加者は夥しかった。大会後、上品級と入品を確定した棋士は278人であった。

### 唐代

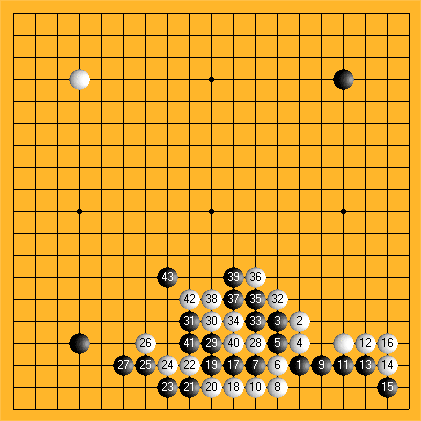
王積薪（黒）驪山老媼（白）

唐代に入り、囲碁は急速に発展した。宮中には棋待詔という職が設けられ、皇帝と囲碁をする棋士を専門に養成した。王積薪は開元年間の名人であり、圍棋十訣をまとめた。「不得貪勝，入界宜緩，攻彼顧我，棄子争先，捨小就大，逢危須棄，慎勿軽速，動須相応，彼強自保，勢孤取和」というこの秘訣は囲碁の古典理論とされる。伝説では王積薪は夢のなかで青龍が棋経九部を吐いて己に授け、この時からその芸が進んだという。唐の天宝年間、安史の乱を避けて王積薪は蜀州に行き、驪山の老婆の嫁姑の対局を見たという伝説がある。宋代の『忘憂清楽集』には、王積薪の「一子解二征」の棋譜が載っている（一説には顧師言と日本国王子の対局という）。
開元25年（737年）、棋士の楊季鷹が特使とともに新羅に使者として赴いた。楊季鷹に新羅棋士で敵うものは居なかった。約百年後、長安で顧師言と日本王子高岳親王が対局した。初めての正式な日中対抗戦と言えよう。顧師言はこの対局で「神来之筆」と後に呼ばれた「三十三招鎮神頭」で、一挙に勝ちを決めた。
またこの時期に囲碁が日本に伝来した。

### 宋代
宋の張擬は孫子の兵法を真似て『棋経十三篇』を書き、後世の囲碁理論と実践に深い影響を及ぼした。北宋時期の劉仲甫は囲碁に関する著作が多く、『忘憂清楽集』・『棋勢』・『造微』・『精理』・『棋訣』等がある。北宋時期の范仲淹・欧陽脩・司馬光・王安石・蘇軾・黄庭堅といった文人や忠臣も高い囲碁の造詣を持っていた。

### 元代
元朝の厳師（字は徳甫）と晏天章は『玄玄碁経』を編集し、前人の大量の理論の著述や囲碁の死活や定石を集めた。

### 明代
明末の名人の過百齢が『官子譜』を書き、各種の手を収録した。民間では囲碁を使った賭け事が盛んになり、朱元璋が「禁棋令」を出すほどだった。

### 清代
清朝の時代も、囲碁の名手は続々と出た。康熙年間、黄龍士が徐星友に三子譲った対局の十番の棋譜「血涙篇」は著名である。乾隆四年(1739年)、施襄夏と范西屏は浙江平湖で有名な「当湖十局」を打った。
公的な地位の低下は、明清時期の民間の棋士の経済収入を長く不安定な状態にした。棋士の収入は、囲碁の指導や弟子への伝授のほか、主に観客（主に顕官、富裕な商人、上層文人）の「賞金」や「賭け金」に依存していた。これは明らかに運まかせであった。もし太平の世であれば、貴顕たちにも余裕があって、民間の囲碁活動も盛んになり、棋士の生活も安定する。「諸子争雄競覇，累局不啻千盤」、「海内国手幾十数輩，往来江淮之間」と、王燮は「『弈墨』・序」で清初の棋壇の盛况ぶりを描写した。しかしいったん民生が苦しくなると、棋士の生活も苦しくなった。囲碁のレベルも自然と段々下がり、後継者も減った。このような賞金にたよった生活方式は、棋士に独特の勝負観と社会的地位を形成した。囲碁は依然として高尚な芸術であったが、棋士は役者や占い師のように低く見られた。

## 日本の囲碁

### 日本伝来

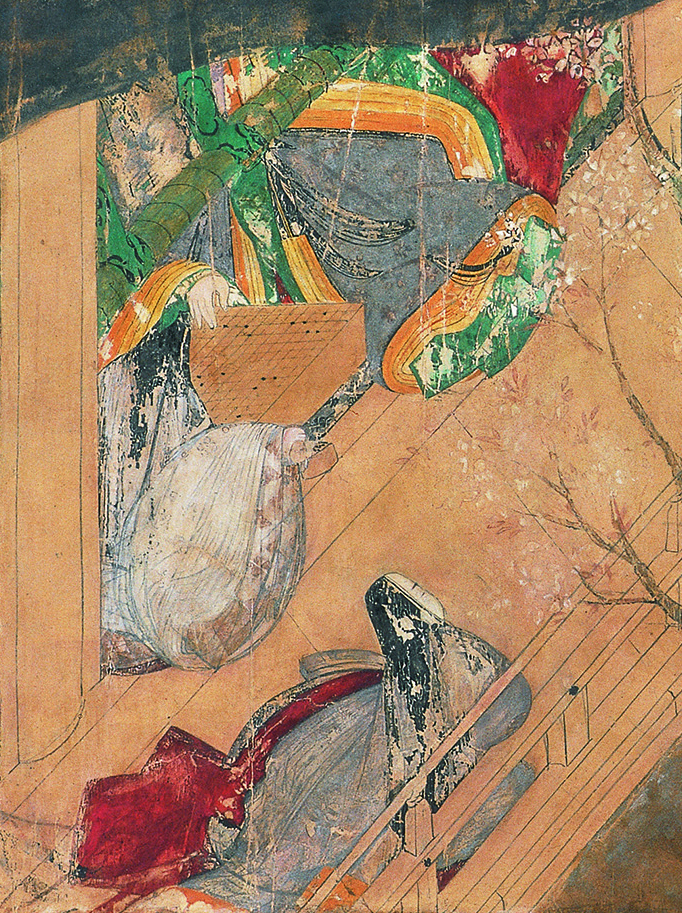
源氏物語絵巻 竹河 部分

日本には遣唐使に加わった吉備真備が伝えたとされる。しかし大宝律令の中に碁に関する項目があること、隋書倭国伝に「好棋博、握槊、樗蒲之戯（囲碁、握槊、樗蒲（さいころ）の競技を好む）」との記載があるから、実際にはさらに以前から伝わっていたと思われる。奈良時代には盛んに打たれていた様で、正倉院に碁盤「木画紫檀棊局（もくがしたんのききょく）」が収められている。平安時代には貴族のたしなみとして好まれ、「枕草子」「源氏物語」などこの時代の代表的な文学作品にもしばしば碁の描写が登場する。現在伝えられている日本最古の棋譜と呼ばれる物は1252年に日蓮がその弟子吉祥丸（後の日朗）と打ったという棋譜であるが、おそらくは後世の偽作である。

### 愛好者の広まり
室町時代に入ると、それまで公家、僧侶階級に愛好されていた囲碁は武家や庶民にも広がり、同時に碁盤と碁石を使った様々な数とり遊びも生み出されて広まった。有力者は「碁打ち」「上手」と呼ばれる半専業の者を抱えて、競わせるようになり、その中には同朋衆や、出自不明の者も少なくなかった。戦国時代に入ると、戦のシミュレーションとして大いに好まれ、隆盛を迎える。武田信玄他、多くの戦国武将が碁を好んだという記録が残っている。
この時期に群を抜いた第一人者として登場したのが日海（後の本因坊算砂）である。この時代には、それまでは対局する両者が碁盤上にあらかじめいくつかの石を置いて対局していたものを、盤上にまったく石の無い状態から打ち始める方式への移行もあった。このため布石の概念も算砂の時代から生まれたといえる。
算砂は織田信長・豊臣秀吉・徳川家康の囲碁の師であり、三人共に算砂に五子置いていたと言う。算砂を現在のトッププロとすれば、信長たちは現在のアマチュア4、5段ということになる。その腕を信長に認められた算砂は名人の称号を名乗ることを許され、更に秀吉にも重用されて扶持を貰うようになり、家康が将軍となった後は名人碁所（めいじんごどころ）として碁界を統括することを命ぜられた。（算砂は将棋所も受けている）。
戦国から江戸にかけては日本の碁のレベルが飛躍した時代であり、来日していた朝鮮人の李礿（礿は示編に勺）に三子を置かせて勝利したという記録が残っている。三子という数字は現代でいえばトッププロとアマチュア県代表クラスの差である。

### 江戸の黄金期
江戸時代には算砂の本因坊家と井上家、安井家、林家の四家が碁の家元と呼ばれるようになり、優秀な棋士を育て、互いに切磋琢磨しあうこととなった。四家はそれぞれ幕府から扶持を受けており、それぞれの宗家は血筋ではなく、実力により決められる事となった（血筋も影響したようではある）。その技術の発揮の場が年に一回江戸城内、将軍御前にて行われる御城碁である。御城碁は四家それぞれ数人の代表によって戦われたが、負けることは家の大きな不名誉となり、弟子の集まり方にも影響した。
また囲碁界の統括者である名人碁所の地位は、各家元いずれかの宗家であり、棋力が他を圧倒し、かつ人格的にも他の家元からも認められることが必要とされた。名人は、他の棋士に対して段位を発行する権限など、数々の特権と大きな名誉を有しているため、名人の地位をめぐる各家元による争奪戦が何度も演じられた。争いの解決は対局で行われ、その対局を争碁（そうご、あらそいご）と呼ぶ。
史上初の争碁は二世本因坊算悦と安井家二世の算知との間で争われた。御城碁における手合割を不服としたもので、9年がかりで6戦して3勝3敗の打ち分けのまま、算悦の死によって終わりを告げた。
算知は算悦の死後10年目に名人碁所の座に就くが、算悦の弟子で三世本因坊となっていた道悦がこれに異を唱え、再び争碁が開始された。幕府の意にあえて逆らった道悦は、遠島あるいは死をも覚悟しての争碁であった。両者20戦して道悦の12勝4敗4ジゴとなったところで対戦は打ち切られ、名人算知は引退を表明した。また道悦も「公儀の決定に背いたのは畏れ多い」とし、弟子道策に後を譲って隠居した。道策の技量はこのときすでに道悦を上回っていたとされ、争碁後半で道悦が大きく勝ち越したのには道策との共同研究によるところが大きかったといわれる。
四世本因坊道策は当時の実力者たちを軒並みなぎ倒し、全て向先（2段差のハンディキャップ）以下にまで打ち込み、実力十三段と称揚された。名人の地位にも文句なしに就位している。始祖算砂、棋聖道策と言う二人の不世出の棋士により、本因坊家は名実共に四家の筆頭となった。
時の最強者本因坊道策の下には天下の才能が集まったが、厳しい修行が仇となったのか次々と夭折した。このうち本因坊道的は19歳の時すでに師の道策と互角であったとされ、囲碁史上最大の神童といわれる。晩年、道策は道的に劣らぬ才能本因坊道知を見出し、これを後継者とした。道知もまた後に名人碁所となる。
道知以後は本因坊家の家元も三代にわたって六段止まりとなり、囲碁界自体も沈滞の時代を迎える。しかしここで現れた九世本因坊察元は他家を力でねじ伏せて久々の名人となり、本因坊家に中興をもたらした。また安井家七世安井仙知（大仙知）も華麗な棋風で活躍し、後世に大きな影響を与えた。
18世紀末から19世紀初頭は十一世本因坊元丈と安井家八世の知得の角逐時代を迎える。両者は80局以上に及ぶ対戦を重ねるが戦績はほぼ互角で、江戸期最高のライバルと謳われる。後の十一世井上幻庵因碩・十四世本因坊秀和と合わせ、名人の力を持ちながら名人になれなかった者として「囲碁四哲」と呼ばれる。
十二世本因坊丈和は棋力は第一級であったが、幻庵因碩と碁所の座を争い、策略を駆使して名人位に就いたために後世に悪評を残した。ただしその腕力は史上でも随一とされ、幻庵因碩が刺客として送り込んだ愛弟子赤星因徹を「三妙手」で返り討ちにした松平家の碁会（1840年）は江戸囲碁史のハイライトとされる。
丈和隠退後、幻庵因碩は名人位を望むが、これに抵抗したのが本因坊一門の若き天才児本因坊秀和であった。秀和は本場所というべき御城碁で幻庵を撃破し、その野望を阻んだ。秀和は史上最強の棋士として名が挙がるほどの実力であったが、名人位を望んだ時には世は幕末の動乱期に突入しており、江戸幕府はすでに囲碁どころではない状況に陥っていた。
本因坊秀和の弟子である本因坊秀策は若い頃より才能を発揮して、御城碁に19戦19勝と言う大記録を作ったが、コレラにより34歳で夭折した。秀和と秀策と秀策の弟弟子である村瀬秀甫（後の本因坊秀甫）の三人を合わせて三秀と呼び、江戸時代の囲碁の精華とされる。
江戸時代には武士だけではなく、各地の商人・豪農が棋士を招聘して打ってもらうことがよくあり、落語の「笠碁」や「碁打盗人」などで描かれたように、市井でも盛んに打たれていた。一方で地方によっては双六などとともに賭け事の一種と見られて、禁止令が発されることもあった。

### 日本棋院誕生
しかし明治維新により江戸幕府が崩壊すると、パトロンを失った家元制度もまた崩壊した。本因坊宗家の秀和は生活に苦しみ、一時は倉庫暮らしとなったほどである。更に西洋文明への傾斜、伝統文明の軽視と言う風潮から囲碁自体も軽く見られるようになった。
その中で囲碁の火を絶やすまいと1879年に村瀬秀甫は囲碁結社「方円社」を設立（方は碁盤、円は碁石のことで囲碁の別名である）。新たに級位制度を採用するなど、底辺の開拓を試みた。それに対抗して秀和の息子である土屋秀栄（後の本因坊秀栄）は1892年に「囲碁奨励会」を設立した。こうして坊社対立時代が続くが、1886年に秀栄は秀甫に本因坊の座を譲って和解した。しかしその1ヶ月後に秀甫は死去、秀栄が本因坊に復帰する。
こうした対局の熱気を受けて新聞にも囲碁欄が登場するようになり、一般の囲碁界に対する興味が高まってきた。1878年4月1日、「郵便報知新聞」は中川亀三郎六段と高橋杵三郎五段の碁譜を掲載し、これが新聞の囲碁欄の始まりとされる。
本因坊に復帰した秀栄は、並み居る棋士をなぎ倒して囲碁界を統一し、1906年に名人位に就く。しかし秀栄の死後は団体が乱立し、囲碁界は混乱の極みとなる。秀栄は後継者を決めないままに死去し、田村保寿（後の本因坊秀哉）と雁金準一が後継の座を争い、囲碁界は混沌とした時期を送った。結局秀栄の弟本因坊秀元がいったん二十世本因坊を襲名し、一年後に秀哉に本因坊位を譲ることでこの難局を収拾した。
この状況の中で関東大震災が起き、囲碁界も大ダメージを受けた。この苦境を乗り切るためには分裂は好ましくないという機運が生まれ、帝国ホテル創業者として有名な大倉喜七郎の呼びかけにより、1923年に東西の棋士が集まって日本棋院が設立された。
発足直後に一部の棋士が離脱し棋正社を結成、日本棋院との間で対抗戦が行われた(院社対抗戦)。この時の本因坊秀哉名人と雁金準一の対局は新聞上に記載されて大人気を呼んだ。これによって読売新聞は発行部数を一挙に3倍に伸ばしたといわれる。1927年には大手合（棋士の段位を決めるための対局）が始まり、これも新聞上で人気を博した。
1934年、東京日日新聞の学芸部長の阿部眞之助が囲碁及び将棋の「実力名人戦」を企画し、1935年に将棋の名人戦が開始。囲碁は本因坊秀哉の意向もあり本因坊戦とされ、本因坊の世襲制を取りやめることを宣言し、秀哉は本因坊の名跡を日本棋院に譲り渡した。1936年、日本棋院は本因坊の座を争う棋戦を開催することを決定した。これが本因坊戦であり、囲碁のタイトル戦の始まりでもある。秀哉名人は引退するに当たり、1938年に木谷実と数ヶ月に及ぶ引退碁を打ち（木谷先番5目勝）、終了後まもなく死去した。
秀哉名人に代わって、のちに第一人者の地位を勝ち取ったのが、中国から来た天才棋士・呉清源である。呉清源は1933年、木谷実と共にそれまでの布石の概念を覆す「新布石」を発表する。1933年には秀哉名人と対局（五段と名人との対局としては異例の、コミなしの先番の手合い）を行い、その冒頭「星・三々・天元」という極めて斬新な布石を披露し、世間をあっと驚かせた。この新布石は囲碁界のみならず一般社会をも巻き込んで囲碁のブームを巻き起こした。

### 本因坊戦開始
1939年6月から実力制による本因坊戦が開始され、1941年7月に関山利一が優勝となり、1941年9月に利仙の号で第一期本因坊の座に就いた。優勝候補とされた木谷実や呉清源は決勝六番勝負にも出場できない以外な結果となった。
しかし太平洋戦争が勃発すると棋士たちは地方に疎開せざるを得なくなり、各地でどさ周りをするようになった。日本棋院の建物も空襲で全焼しており、棋士・岩本薫の自宅に一時事務所を移転した。
その中でも本因坊戦は続けられていた。1945年8月6日の第三期本因坊戦（橋本宇太郎対岩本薫）の第2局は広島市郊外で行われたため、対局中に原子爆弾の爆風を浴びた。両対局者も吹き飛ばされ、碁石も飛び散ったが、対局は最後まで行われた。この対局は「原爆下の対局」として知られる。
戦後しばらく日本棋院は都内各所の料亭などに場所を借りて対局を行っていたが、自前の対局所を持つべきだという声が強まり、1947年港区高輪に棋院会館が開設された。
呉清源は戦前から1956年にかけて、木谷實・藤沢朋斎・坂田栄男ら当時の一流棋士たちを相手に読売新聞社主催の十番碁（十回対局をして優劣を決める）を行い、その全てに勝利した。1950年には名人の別名である九段位（現在はそういった意味は無い）につき、「昭和の棋聖」と呼ばれた。ただし、戦後の十番後の実施時期には、呉は本因坊戦、王座戦、十段戦といったタイトル戦に登場せず、最強者がタイトル保持者ではない歪な状況が続いた。

### 関西棋院独立
1950年には不満を持った関西の棋士たちが当時の本因坊・橋本昭宇（橋本宇太郎）に率いられて日本棋院を離脱し、新たに関西棋院を設立した。1951年、その橋本から日本棋院の高川格が本因坊を奪取、以後9連覇という偉業を成し遂げた。

### 七大タイトル成立
1953年には王座戦、1956年には十段戦、1962年には名人戦が新たなタイトルとして設立され、新聞碁でもタイトル戦が中心となる（名人戦以降は呉清源も参加した）。またこの動きに合わせて、コミありの碁が定着してゆく。
呉清源は1961年に交通事故に遭い、その後は精彩を欠いた。それに代わって碁界を制覇したのが坂田栄男である。坂田は高川格から本因坊位を奪い取った後に七連覇、また名人戦でも1963年の第二期では藤沢秀行からタイトルを奪った。この年は30勝2敗という驚異的な成績を残し、十段を除く当時のタイトルを独占した。
この坂田時代に待ったをかけたのが台湾から来日して日本のプロとなった林海峰である。1965年に名人を坂田から奪ったのを皮切りに、坂田の牙城を崩していった。さらに林に対抗した木谷実門下の大竹英雄が登場し、竹林時代を作る。
またその他の木谷実の門下生たちも一気に活躍し出し、石田芳夫、加藤正夫、武宮正樹の三人は木谷三羽烏と呼ばれた。この後1990年代まで、木谷の弟子たちが互いにタイトルを奪い合う一門の黄金時代（木谷一門黄金時代）が続いた。この時期この中に割って入ったのが藤沢秀行で、50代になってから棋聖戦で6連覇を記録するなど一人気を吐いた。
1974年、読売新聞が主催していた名人戦が朝日新聞に移籍するという名人戦事件が勃発。物価の上昇にもかかわらず長年据え置かれていた各棋戦の契約金が見直されるきっかけとなった。これにより1975年に天元戦、1976年には棋聖戦・碁聖戦が設立され、現在の七大タイトルが出揃うこととなった。
木谷三羽烏の後に時代を築いたのが、またしても木谷門下の趙治勲と小林光一の二人である。先に趙が活躍をはじめ、1983年には棋聖・名人・本因坊の三大タイトルを一年に独占する大三冠（だいさんかん）を達成し、1987年には七大タイトル全てを一回以上獲得する（一年に独占ではない）グランドスラムを達成した。少し遅れて活躍を始めた小林は趙から棋聖・名人を奪い取り、それぞれ八連覇・七連覇を達成した。小林は本因坊を取れば大三冠というチャンスを幾度となくつかむが、そのつど、趙に阻まれる。趙は1989年から前人未到の本因坊十連覇を成し遂げた他、通算75のタイトル（歴代1位）を獲得している。

### 平成の囲碁
90年代後半に入ってからは、ようやく衰えを見せた木谷一門に代わり、依田紀基と王立誠の両名が覇権を争い、21世紀に入ってからは張栩、高尾紳路、山下敬吾、羽根直樹ら平成四天王がタイトル戦線を割拠した。
しかし、2009年に平成生まれの天才棋士・井山裕太が初の大タイトルとなる名人を戴冠すると、2012年には一挙に五冠王となり、23歳にして第一人者の地位に就く。2016年には囲碁史上初となる七冠独占を達成し、不動の第一人者として君臨した。同時期から村川大介、伊田篤史、一力遼などの平成生まれの棋士たちがタイトル戦線に登場し、いくつかはタイトルを奪ったものの、井山の優位は動かなかった。
囲碁競技人口は減少が続き、1998年から2003年まで週刊少年ジャンプにて連載された漫画『ヒカルの碁』（後にテレビアニメとしても放送）による囲碁ブームにより一時的に増加したが、ブームが終わると囲碁人口は減少した。

### 令和の囲碁
トッププロを破るまでになった囲碁AIなどの影響もあり、囲碁界にも新たな波が押し寄せた。2019年には芝野虎丸が張栩との名人戦に勝利して井山も成し遂げられなかった史上初の10代名人となり、そのまま王座・十段も獲得した。早くから期待されていた一力遼は、タイトル戦で幾度も井山の前に苦杯を喫していたが、2020年に天元位、2022年には棋聖位を奪取した。十段などを獲得している許家元と芝野・一力は「令和三羽烏」と呼ばれ、井山を追う存在として台頭している。
また藤沢里菜・上野愛咲美ら、一般棋戦の本戦入りを幾度も果たすような、従来の女流棋士の枠を超えた活躍を見せる者も現れている。
2020年代になると子供の頃に『ヒカルの碁』を読んでいた世代が親となったことで、子供向けの習い事として定着しつつある。
日本の棋戦の多くは新聞社がスポンサーとなっているが、新聞の発行部数減少に伴う財政悪化により規模が縮小される例も出ている（本因坊戦が2024年から、従来の七番勝負制から五番勝負制に縮小された）。
現在のタイトル保有者は以下の通り。
| 現在の七大タイトル保持者 | 現在の七大タイトル保持者 | 現在の七大タイトル保持者 | 現在の七大タイトル保持者 | 現在の七大タイトル保持者 | 現在の七大タイトル保持者 |
| ------------------------ | ------------------------ | ------------------------ | ------------------------ | ------------------------ | ------------------------ |
| 棋聖                     | 一力遼（28）             | 4連覇                    | 王座                     | 井山裕太（36）           | 4連覇                    |
| 名人                     | 一力遼（28）             |                          | 天元                     | 一力遼（28）             | 2連覇                    |
| 本因坊                   | 一力遼（28）             | 2連覇                    | 碁聖                     | 井山裕太（36）           | 4連覇                    |
| 2025年十段戦手合終了時   | 2025年十段戦手合終了時   | 2025年十段戦手合終了時   | 十段                     | 芝野虎丸（25）           | -                        |

## 世界における日本の棋士
中国と韓国では長らく囲碁は余技としてあまり重視されておらず、江戸時代には日本とはっきりした実力差があった。たとえば1620年に朝鮮の第一人者が来日した際には、本因坊算砂は三子置かせて勝利を収めている。昭和に入っても中韓にはプロ棋士という制度がなかったため、囲碁を志す者は日本にやってきてプロを目指すのが通例であり、呉清源・林海峰・趙治勲・曺薫鉉らはその代表である。曺薫鉉は、日本で修業した後、韓国へ帰り囲碁の普及に尽力した。
しかし1955年に韓国棋院が設立され、韓国内でプロを目指すものも増えてきた。中国でも1981年に中国囲棋協会が創設され、棋士を目指す子供が急増し、国内で囲碁のリーグ戦が開かれるようになった。また1984年から開始された日中対抗戦・日中スーパー囲碁では聶衛平が日本のトッププロに対して11連勝を記録し、レベル向上を印象づける結果となった。
1988年に日中韓の棋士たちが集まる世界大会世界囲碁選手権富士通杯が創設され、世界大会が次々と創設されるようになった。その国際戦を曺薫鉉・李昌鎬らの韓国棋士が勝利するようになると人気が爆発し、韓国内のそこここで囲碁教室が開かれるようになり、頭の良い子供たちは収入の良いプロ囲碁棋士になれと親から言われるようになった。特に李昌鎬の活躍は目覚ましく、16歳で世界大会初優勝を果たした後、世界の第一人者と呼ばれるようになった。
1990年代から囲碁の世界戦が開始され、当初は武宮正樹らの活躍があったものの、韓国・中国の後塵を拝する時代が続き、日本人は若手や、囲碁熱、囲碁に対する国民の注目度の育成が遅れた。
21世紀初頭に至り、韓国勢は世界の囲碁界を制した（世界戦に優勝すると兵役を免除されるという特典もある）。李昌鎬と李世ドルの二人が相争いながら世界タイトル戦線を席巻し、それに曺薫鉉・劉昌赫の二人を加えた四人が世界の四強と言われた（全て韓国）。それを追いかける朴永訓ら新鋭の層も極めて厚く、その覇権は盤石と思われた。しかし2005年ころから国家レベルで若手棋士の育成に励む中国が急ピッチでこれを追い上げ、常昊・古力ら若い棋士が世界のトップを争うようになった。中国では周睿羊、陳耀燁、王檄ら、韓国では崔哲瀚、朴永訓、姜東潤ら10代から20代の若手がトップ戦線を走り、周俊勲ら台湾勢も台頭した。
一方、日本人は国際大会でも連敗を続け、世界戦では日本人がベスト16にも名を連ねられないことも珍しくなくなった。日本の主要な棋戦と持ち時間の長さが異なることも要因の一つとして挙げられている（後述）。そして、韓国・中国・台湾の急速な伸張に対抗しきれず、井山裕太の登場まで国内タイトルも海外勢に席巻される状況が続いた。AlphaGoは日本での対局を行わず、いわゆるジャパンパッシングをした。
2024年、一力遼が応氏杯で優勝。日本代表棋士として19年ぶりに世界一に輝いた。

## 東アジア以外

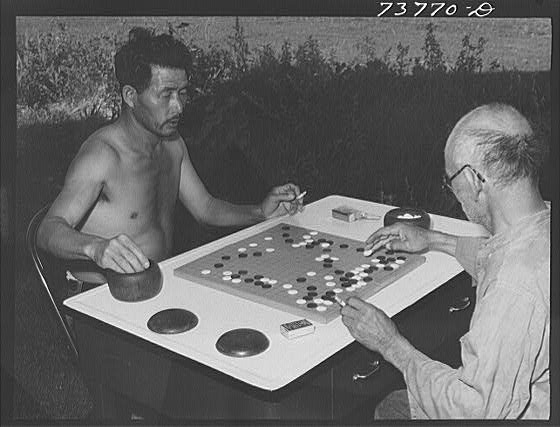
日本からツインフォールズに移民した農場労働者（左側）と囲碁を打つ農業安定局の職員。1940年代。

事前置石のない自由布石は16世紀の日本に端を発するもので、それ以前に伝播した国においては事前置石のルールが受け継がれていた。中国・韓国では、20世紀になって日本碁界との接触を機に自由布石が普及し始めた。中韓以外では、近代普及以前に囲碁が伝わった地域としてチベットがあり、1959年にシッキム王国の皇子が来日した際、17路式の囲碁（密芒）用具を持参して日本のプロと打ったという記録がある。
欧米にルールが正しく紹介されたのは、技師として来日し村瀬秀甫に碁を学んだドイツ人のオスカー・コルシェルトが帰国して1860年に東洋研究の学術誌に発表した記事が最初である。コルシェルトは1880年に欧州言語（ドイツ語）で初となる本格的な囲碁の本を出版した。1908年にはこの本を元にアーサー・スミスが最初の英語による囲碁の本「The game of go, the national game of Japan」を出版した。スミスはアメリカ在住の日本人「ナカムラモキチ」から囲碁を習ったとしており、囲碁用語は日本語がそのまま使われていた。これ以降も英語圏では「Ko」「Atari」など日本語の用語が使われるようになった。コルシェルトの記事を読んだチェスプレイヤー、エドワード・ラスカーも来日を目指したが第1次世界大戦の混乱もあって果たせず、米国にわたって1934年には英語で2番目となる囲碁の本を執筆、翌1935年にはアメリカ囲碁協会が設立された。1937年にはドイツにも囲碁協会が設立された。また東アジアから諸外国への移民も囲碁の広がりに貢献した。
戦後になると岩本薫、福田正義をはじめとする日本人の努力もあって囲碁は東アジア以外にも普及し始め、1957年にはヨーロッパ囲碁連盟が結成されてヨーロッパ碁コングレスが毎年開かれるようになった。後にはさらにヨーロッパ青少年囲碁選手権やヨーロッパ・ペア碁選手権などさまざまな大会が開催されるようになった。1961年には日本棋院で英語の囲碁雑誌『Monthly Go Review』が創刊されている。1960年代からは欧米の各都市に囲碁クラブが設立され、ニューヨークのクラブで使われ始めたマクマホン式トーナメントはチェスの大会にも利用されるようになった。1979年には世界アマチュア囲碁選手権戦がスタート、1982年には29か国が集まって国際囲碁連盟が設立され、加盟国は2018年時点で77か国を数えている。ヨーロッパではアマチュアの大会や勉強会が各地で開かれており、東アジアのプロ棋士を招待した指導碁も行われている。
1978年には関西棋院でマンフレッド・ヴィンマー（オーストリア出身）、日本棋院でジェームズ・カーウィン（アメリカ合衆国出身）がプロとなったのを皮切りに、欧米出身で日本や韓国のプロ棋士となる者もしだいに増え、国際普及の大きな力となった。2000年には日本棋院所属のマイケル・レドモンド（アメリカ出身）が東アジア以外の出身者として初めて九段に進んだ。
インターネットの普及によりネット碁を通じてどこにいても強い相手と戦える環境が整うと各国選手の実力も上がり、2002年には南米アルゼンチンのアマチュア、フェルナンド・アギラールが国際公式戦で日本のプロ九段を連破した。アマチュアの世界ではさらに拡大の傾向を見せており、アメリカで20万人・ロシアで10万人・ドイツで5万人の競技人口がいると推定される。同時に欧米独自のプロ化の流れも進んで、アメリカ囲碁協会では2011年から韓国棋院と協力する形でプロ制度が発足、2014年にはヨーロッパ囲碁連盟でも独自にプロ制度がスタートした。
キューバでは在キューバ日本大使館からハバナ大学へ寄贈された英語の本で数学科の関係者が学ぶ程度だったが、日本から赴任した日野自動車の現地駐在員から指導を受けたラファエル・トレス・ミランダがキューバが囲碁連盟会を設立して普及を始めた。その後は日本文化の人気や政府の頭脳スポーツ支援と合わさって徐々に浸透し全国大会が開かれるようになった。2016年時点で愛好家が2000人、有段者は39人いるという。

## 人工知能
チェスや将棋など、多くのボードゲームでコンピュータが人類を凌駕する中、囲碁は最後までコンピュータが人間に勝てない競技として残っていた。2015年の段階では、コンピューター囲碁のレベルはトッププロに三子置くハンデを必要とし、この差はそう簡単に埋まらないと考えられていた。
しかし2016年、グーグル傘下のDeepMind社が開発した人工知能「AlphaGo」が登場し、世界のトップ棋士の一角とみなされていた韓国の李世ドルを4勝1敗で破って世界に衝撃を与えた。さらに2017年には、世界ランキング1位の棋士である中国の柯潔もAlphaGoに3連敗し、完全にコンピュータが人類を超えたことを示した。またAlphaGoの影響を受け、DeepZenGoや絶芸といった深層学習の手法を取り入れた人工知能が次々と出現し、いずれも人類のトップ棋士をしのぐ実力を示している。
これら人工知能は、序盤早期段階での星への三々入りなど、それまで人類の発想になかった手を多く打ち出しており、各国棋士の打ち方に大きな変革をもたらした。また、着手の検討に人工知能の評価が用いられるようになるなど、多くの面で重要な変化が起きている。

## 持ち時間の歴史
明治時代までは持ち時間という考え方がなく、対局時間は無制限であった。ただし全ての碁が極めて長かったというわけではなく、1日で2局打ち上げた記録も残るなど早打ちの棋士も多かったらしい。大正期以降、新聞碁が主流になってくると掲載時期の関係から無制限というわけにはいかなくなり、1926年の院社対抗戦、本因坊秀哉名人対雁金準一七段戦で初めて持ち時間が導入された。この時の持ち時間は両者16時間ずつという極めて長いもので、これは秀哉が極端な長考派であったことが影響しているとされる。またこの時は秒読みというものがなく、考慮中の雁金に突然時間切れ負けが宣告されるという幕切れを迎えた。秀哉名人引退碁では両者に持ち時間40時間が与えられ、初めて封じ手も導入された。
タイトル戦初期の頃には持ち時間も各10～13時間、三日制であったが、これは徐々に短縮されていった。現在は一般棋戦では持ち時間5時間、棋聖・名人・本因坊の三大タイトルの七番勝負のみ二日制、各8時間持ちとなっている。しかし韓国・中国では各3時間持ちというのが一般的であり、国際棋戦もこれに合わせて行われるものが多く、日本人棋士が国際戦で振るわない原因の一つに挙げられている。また囲碁が国際化するにつれて頭脳スポーツとして競技化されるようになり、アジア大会では持ち時間が1時間となるなど短縮が進んでいる。
持ち時間の長い国内棋戦に対し、3時間が主流の国際棋戦では布石に持ち時間を使うよりも研究で突き詰める方が効率がよく、日本の棋士が布石の研究で遅れた部分もある。このため日本国内のタイトル戦も国際戦に合わせるべきという声が高まり、王座戦を皮切りに多くの棋戦で3時間制が導入されるようになっている。2022年現在では、棋聖・名人・本因坊の挑戦手合が各8時間（2日制）、同リーグ戦及び最終予選が各5時間、他は各3時間が主流となっている。
「早碁」も当初は持ち時間が4時間というものであったが、近年テレビ放送に合わせて1手30秒、持ち時間10分というシステムが一般化した。